# Avicii
Tim Bergling (phát âm tiếng Thụy Điển: [tɪm ²bærjlɪŋ]; 8 tháng 9 năm 1989 – 20 tháng 4 năm 2018), được biết đến với nghệ danh Avicii (/əˈviːtʃi/, a-VEE-chee; tiếng Thụy Điển: [aˈvɪtɕɪ]; ký hiệu là ΛVICII hoặc ◢◤), là nam nhạc sĩ, DJ, nhà sản xuất nhạc người Thuỵ Điển. Anh được biết đến là tác giả sáng tác các bài hát nổi tiếng như "Levels", "I Could Be the One" (cùng Nicky Romero), "Wake Me Up", "You Make Me", "X You", "Hey Brother", "Addicted to You", "The Days", "The Nights", và "Waiting for Love".
Avicii phát hành album đầu tiên của mình mang tên "True" vào năm 2013. True nhận được sự đánh giá tích cực từ các nhà phê bình âm nhạc và đạt vị trí top 10 tại hơn 16 quốc gia, top 5 tại Úc, Thụy Điển, Đan Mạch và Mỹ. Anh từng xếp thứ 6 trên bảng xếp hạng 100 DJs bình chọn bởi tạp chí DJ Magazine vào năm 2011 và xếp thứ 3 trong 2 năm liên tiếp 2012 và 2013. Anh được đề cử giải Grammy 2 lần cho ca khúc "Sunshine" (cùng David Guetta) vào năm 2012, và đĩa đơn "Levels" năm 2013. Năm 2015, Avicii phát hành album thứ hai của mình mang tên Stories. Ngày 10 tháng 3 năm 2017, anh tung ra EP mới mang tên AVĪCI (01).
Bergling từng phải hủy chuyến lưu diễn cá nhân và vào năm 2016 anh chính thức giải nghệ lưu diễn trên sân khấu vì vấn đề sức khỏe, chủ yếu do căng thẳng và suy nhược tinh thần kém kéo dài nhiều năm. Ngày 20 tháng 4 năm 2018, Bergling tự sát khi đi nghỉ tại Muscat, Oman. Hơn một năm sau, bản album nhạc cuối cùng của anh mang tên "Tim" ra mắt vào cuối năm 2019.

## Khởi nghiệp
Tim Bergling sinh ngày 8 tháng 9 năm 1989 tại Stockholm, Thụy Điển. Với tài năng thiên bẩm, anh bắt đầu sáng tác nhạc từ năm lên 8 tuổi. Ba anh là Klas Bergling và mẹ của anh, bà Anki Liden là một diễn viên nổi tiếng Thụy Điển từng được đề cử Oscar cho bộ phim "My Life as a Dog". Buổi diễn đầu tiên của anh là chơi nhạc với tư cách DJ trong tiệc dạ hội của trường gồm 40 học sinh.
Tháng 7 năm 2007, Avicii ký hợp đồng với nhãn đĩa Dejfitts Plays. Sau đó, anh phát hành hit đầu tiên của mình "Seek Bromance" vào năm 2010, và được nằm trong top 20 tại một số nước bao gồm Bỉ, Pháp, Hà Lan, Vương quốc Anh, và Thụy Điển. Avicii cũng là người sản xuất âm nhạc cho bài hát "Rapture" của Nadia Ali trong album Queen of Clubs Trilogy: Onyx Edition của cô. Tháng 10 năm 2010, Avicii ký hợp tác với the European A&R team cùng EMI Music Publishing.

### 2011–2012: "Levels" và sự đột phá quốc tế

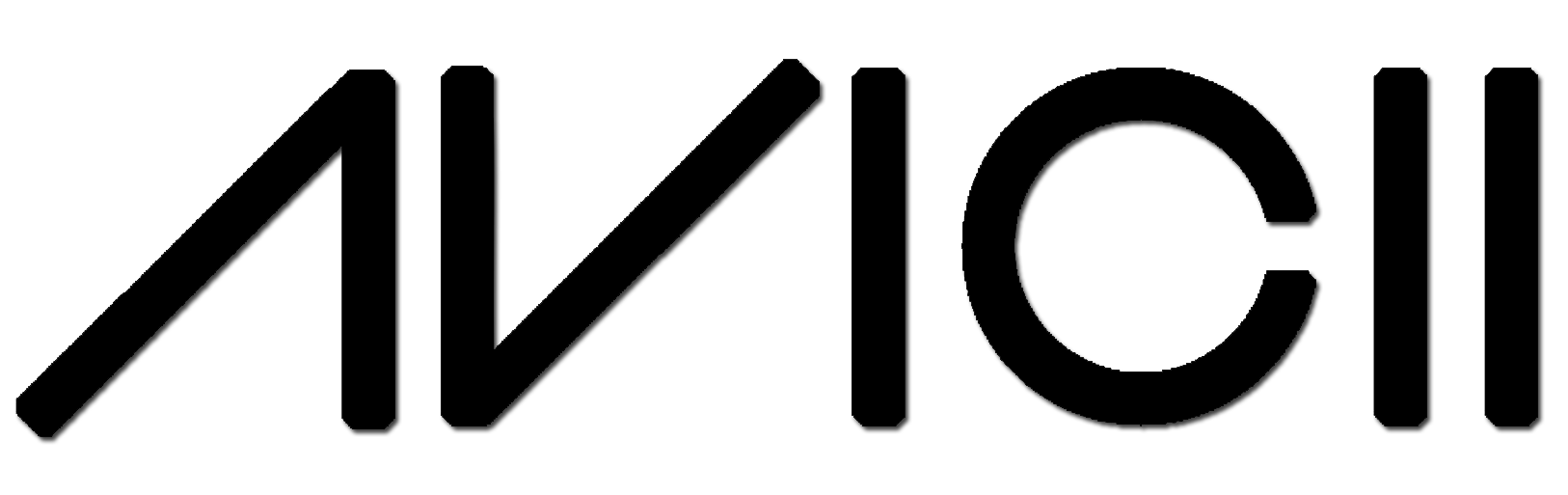
Biểu tượng thương hiệu của anh vào năm 2010

### 2013: TRUE

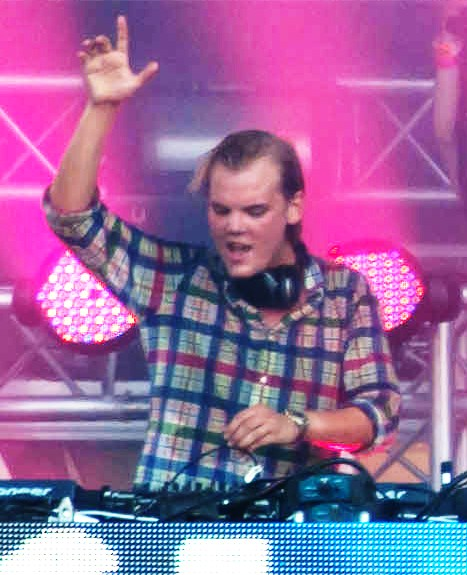
Avicii tại Inox Festival, năm 2011

### 2014–2015: STORIES

Album thứ hai của Avicii – Stories

## Sức khoẻ và qua đời

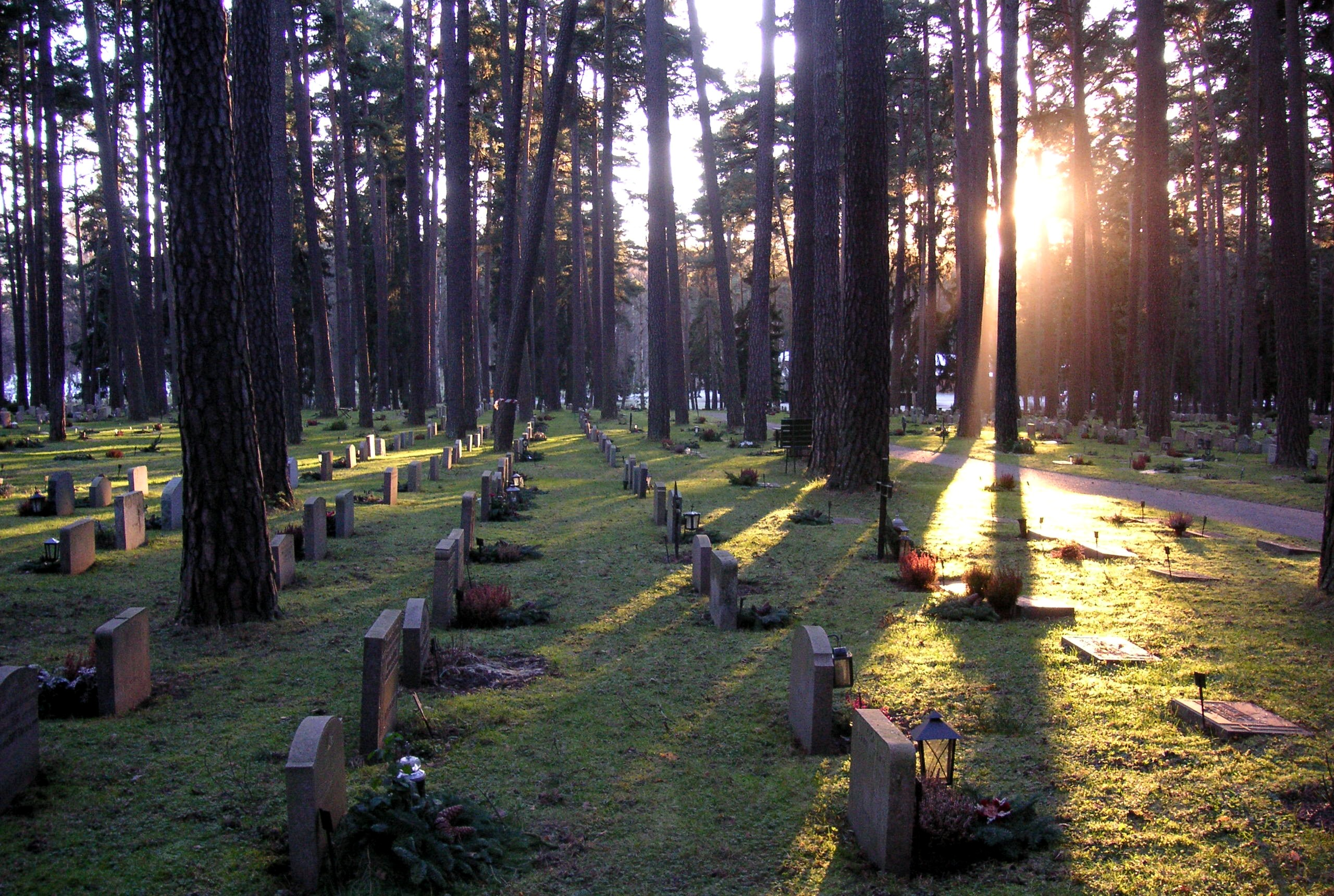
Lễ tang Avicii được tổ chức tại nghĩa trang Skogskyrkogården

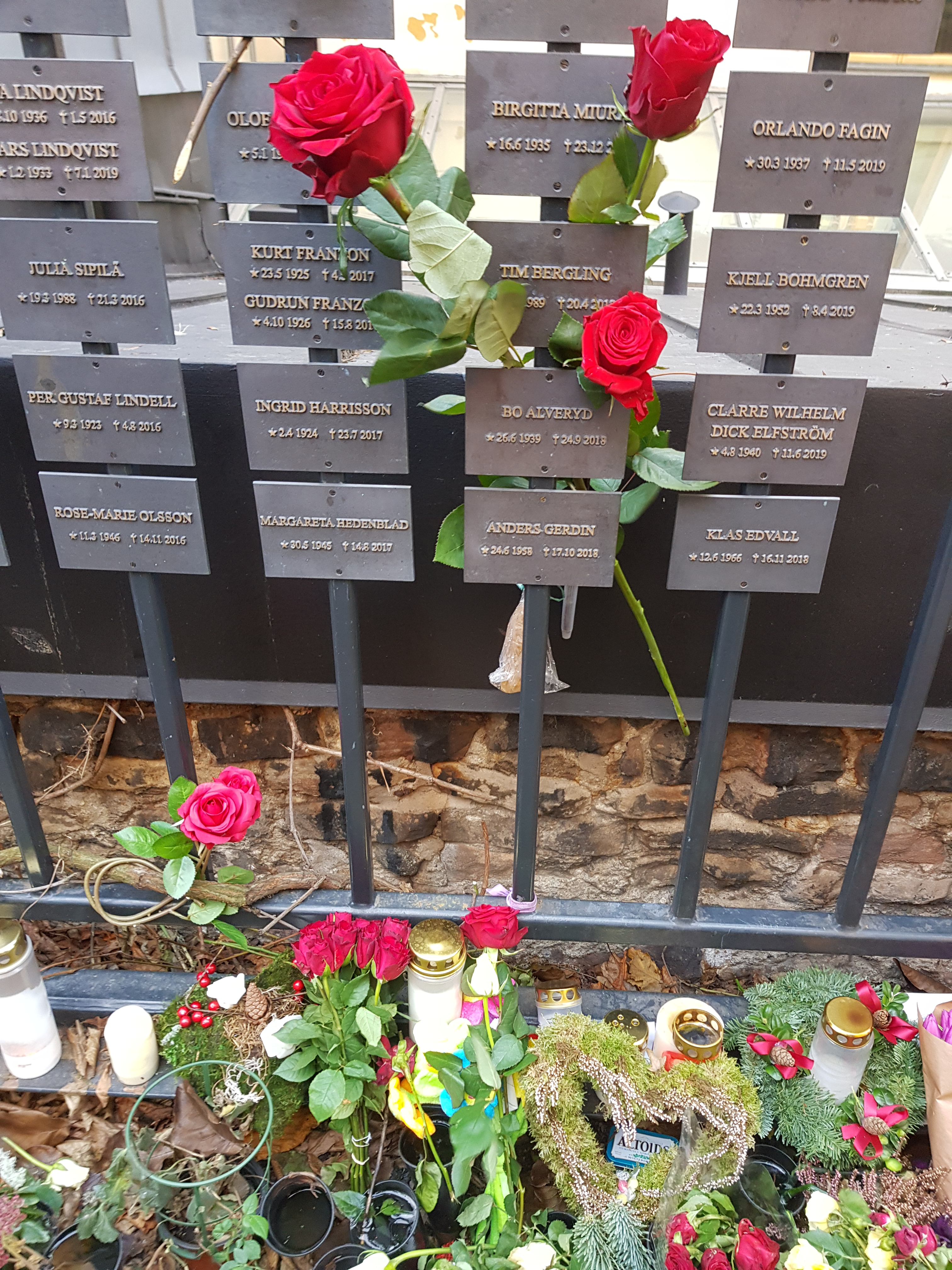
Bảng tên bia mộ tại nhà thờ Hedvig Eleonora, nơi Avicii an nghỉ

### Tri ân

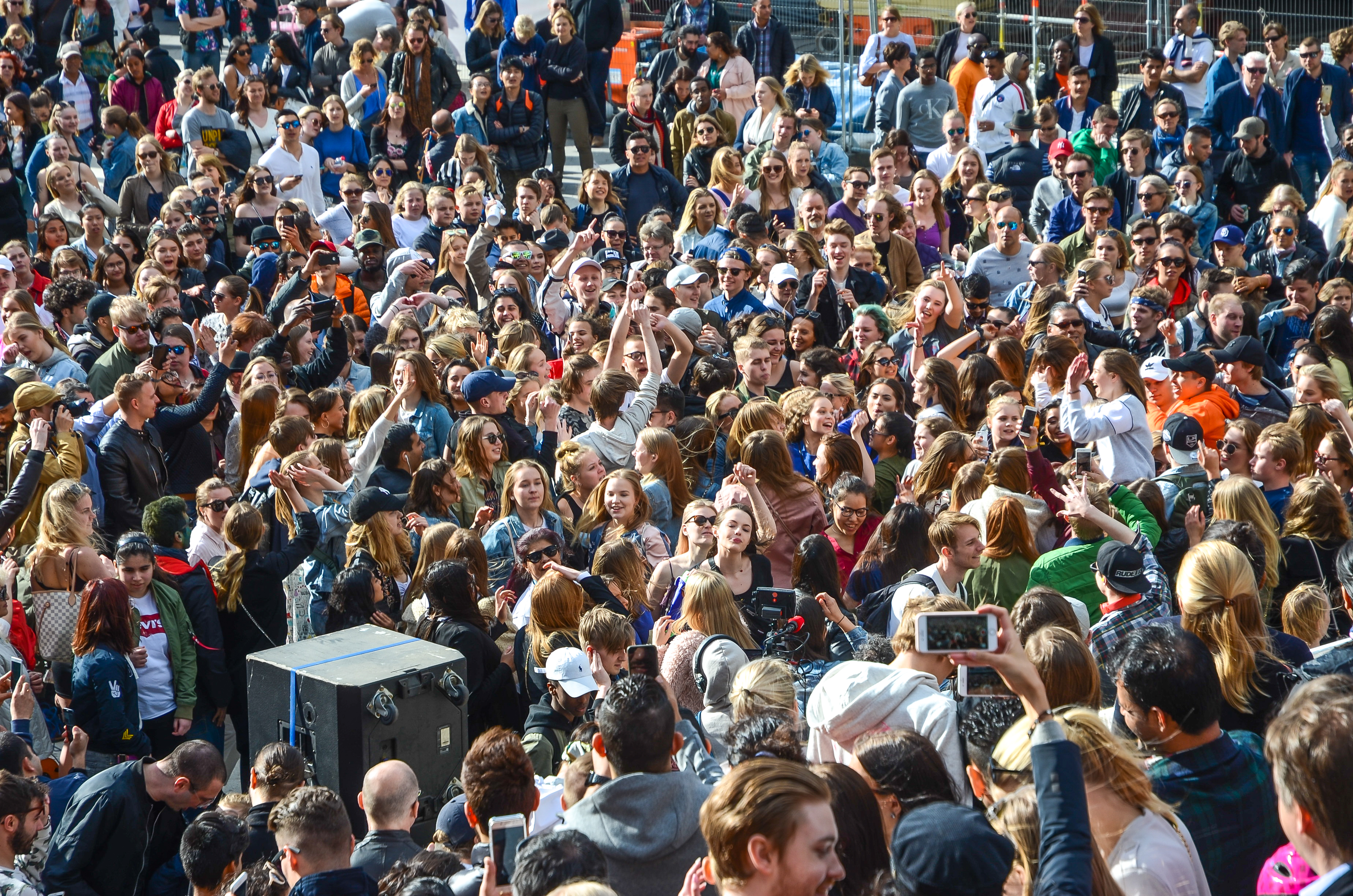
Lễ tưởng nhớ Avicii tại thủ đô quê nhà Stockholm, một ngày sau khi anh mất

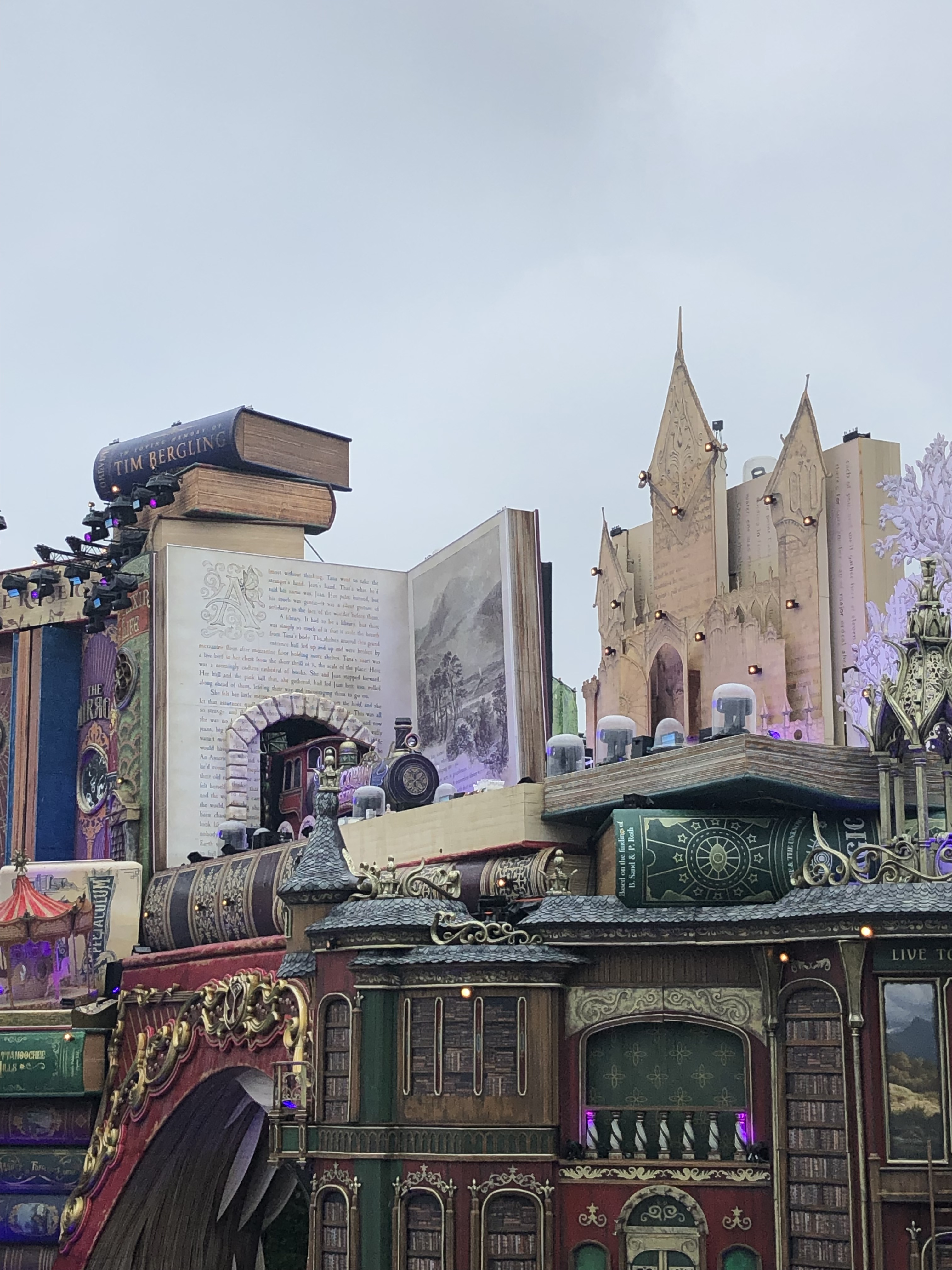
Cuốn bìa sách trang trí tri ân nghệ sĩ Avicii nằm phía trên tay trái trên sân khấu nhạc hội Tomorrowland năm 2019

### Vấn đề trầm cảm và nhận thức tâm lý

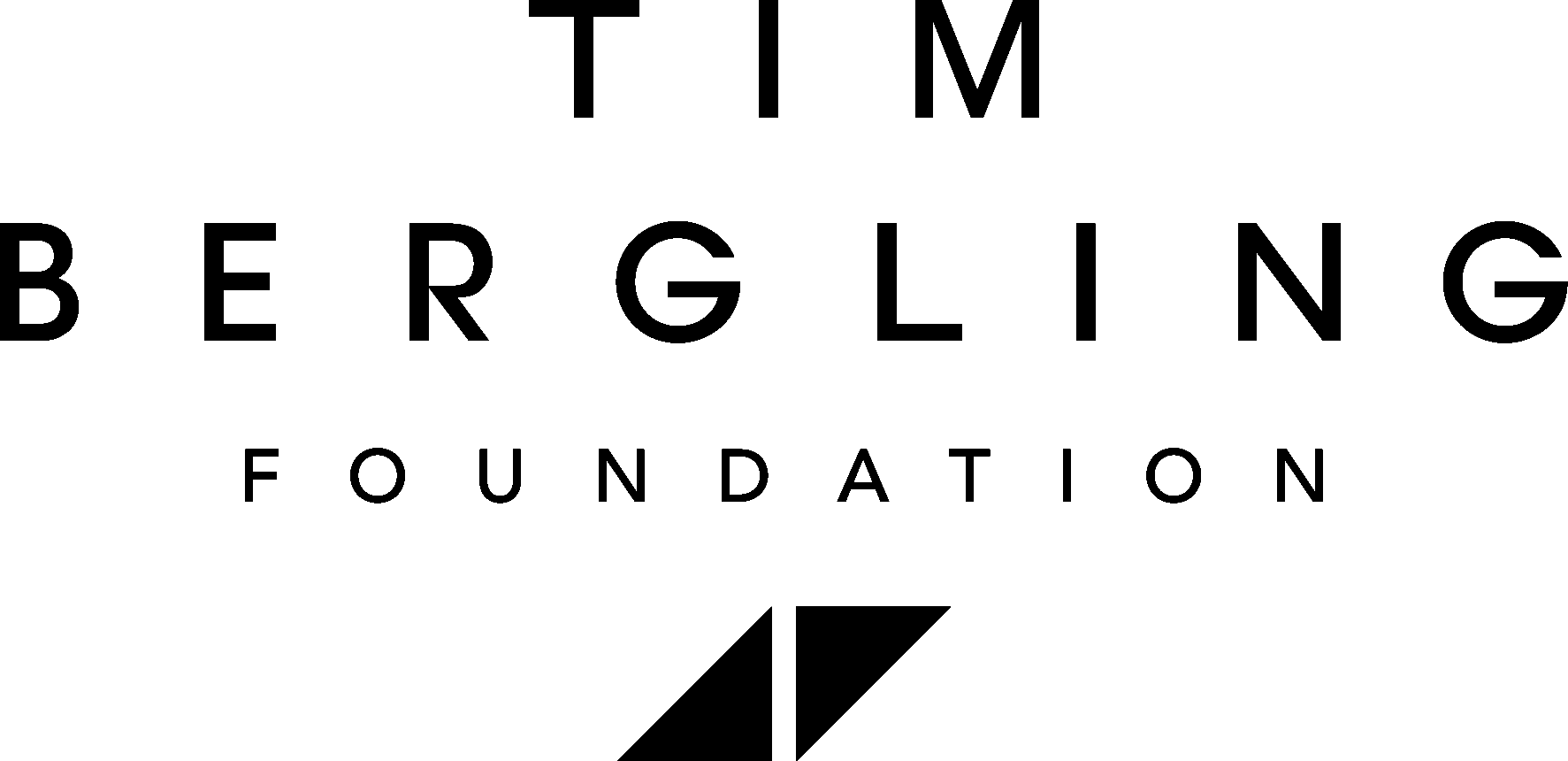
Logo của Tim Bergling Foundation

## Sự nghiệp